# リサンドロ・アロンソ
リサンドロ・アロンソ（Lisandro Alonso, 1975年6月2日 - ）は、アルゼンチンの映画監督。

## 来歴
1995年、短編『Dos en la vereda』で映画監督としてデビュー。2001年に初の長編『La libertad』を発表。第54回カンヌ国際映画祭のある視点部門で上映され、ロッテルダム国際映画祭では国際映画批評家連盟賞とKNF賞で特別表彰を受けた。2004年の2作目『死者たち』は刑務所から出所した男の姿をドキュメンタリー・タッチで描き、エレバン国際映画祭審査員特別賞など多数の賞を受賞。2008年の4作目『リヴァプール』も舞台を雪山に変え、一人の男の姿を追う作風を貫き、ヒホン国際映画祭でグランプリを受賞した。2014年、ヴィゴ・モーテンセンを主演にデンマークからアルゼンチンへと旅する親子を描いた6年ぶりの長編『Jauja』を発表。第67回カンヌ国際映画祭のある視点部門に出品され、国際映画批評家連盟賞を受賞した。

## 作品
- Dos en la vereda （1995年）短編
- La libertad （2001年）
- 死者たち Los muertos （2004年）
- Fantasma （2006年）
- リヴァプール Liverpool （2008年）
- Sin título (Carta para Serra) （2011年）短編
- Jauja （2014年）